# Garwood (Nueva Jersey)
Garwood es un borough situado en el condado de Union, Nueva Jersey, Estados Unidos. Tiene una población estimada, a mediados de 2023, de 5161 habitantes.

## Geografía
La localidad está ubicada en las coordenadas 40°39′05″N 74°19′23″O / 40.65139, -74.32306 (40.651331, -74.323152).

## Demografía
Según la estimación 2018-2022 de la Oficina del Censo, los ingresos medios de los hogares de la localidad son de $107,823 y los ingresos medios de las familias son de $142,829. Alrededor del 3.6% de la población está por debajo de la línea de pobreza.